# Sörasjön (Korsberga socken, Småland, 635376-145777)
Sörasjön är en sjö i Vetlanda kommun i Småland och ingår i Emåns huvudavrinningsområde. Sjön är 3 meter djup, har en yta på 0,767 kvadratkilometer och befinner sig 206,1 meter över havet.

## Delavrinningsområde
Sörasjön ingår i det delavrinningsområde (635206-145628) som SMHI kallar för Utloppet av Hjärtasjön. Medelhöjden är 242 meter över havet och ytan är 39,92 kvadratkilometer. Det finns ett delavrinningsområde uppströms, och räknas det in blir den ackumulerade arean 73,11 kvadratkilometer. Hjärtån som avvattnar avrinningsområdet har biflödesordning 3, vilket innebär att vattnet flödar genom totalt 3 vattendrag innan det når havet efter 178 kilometer. Delavrinningsområdet består mestadels av skog (68 %) och jordbruk (13 %). Avrinningsområdet har 3,4 kvadratkilometer vattenytor vilket ger det en sjöprocent på 8,5 %. Bebyggelsen i området täcker en yta av 0,84 kvadratkilometer eller 2 % av avrinningsområdet.